# Титаренко Григорій Володимирович
Титаренко Григорій Володимирович (01.08.1949, с. Чернечий Яр, Диканський район, Полтавська область) — український журналіст, краєзнавець. Член Національної спілки журналістів України(2017). Лауреат  літературної премії ім. П.Ротача (2019).                                

## Життєпис
Народився 1 серпня 1949 року у селі Чернечий Яр, Диканського району, Полтавської області. З 1956 по 1964 рік навчався в Чернечеярській 8-річній школі. З 1964 року навчався у Великобудищанській середній школі. У 1968 році поступив до Дніпродзержинського індустріального інституту, який закінчив у 1973 році. За фахом інженер-металург.
Працював на Полтавському автоагрегатному заводі (1973—1986, остання посада — гол. металург заводу), Полтавському НВО "Технологіяˮ (1986—1991, гол. конструктор проектів), очолював підприємство "Проміндустріяˮ (Полтава, 1991—2009).
Друкується з 2009 року. В місцевій, обласній і всеукраїнській періодичній пресі вмістив близько 100 публікацій краєзнавчого змісту. Публікував статті по краєзнавству в газетах «Сільські вісті», «Вчительська газета» і альманасі «Рідний край» та інших газетах і журналах України і США. Автор книг «Планетарний голос Андрія Кикотя» і «Історія села Чернечий Яр 50-х років ХХ століття». З 2017 року член Національної спілки журналістів України.

## Журналістська діяльність
Статті:
- "Слава і біль України. Іван Стешенко: квітка ломикаміньˮ ("Сільські вістіˮ, 2009, № 86, 31 лип.)
- "Еволюція від марксизму до українського патріотизмуˮ (альм. "Рідний крайˮ, Полтава, 2010, № 2, с. 211—215)
- "Повість "Близнецыˮ Т. Г. Шевченка в перекладі І. М. Стешенкаˮ ("Українська мова та літератураˮ, 2011, № 5-7, лютий, с. 2)[2]
- "Самородок [про І.Новобранця]ˮ ("Українська доляˮ, 2012, № 41, 12 жовт., с. 6)
- "У Полтаві Шевченко плакавˮ ("Вечірня Полтаваˮ, 2013, № 11, 13 бер., с. 2)
- "Згадую Миколу Федосійовича Кагарлицькогоˮ (альм. "Рідний крайˮ, 2016, № 1, с.183-184)
- "Живий пам᾽ятник гетьману Іванові Мазепіˮ ("Зоря Полтавщиниˮ, 2017, № 41-42, 21 бер., с. 5)
- "Шевченкове Слово з вівтаря [про гастролі нар. арт. України В.Голуба у США]ˮ ("Час і подіїˮ, США, 2017, № 23, 6 серп.)[3]
- "Аксакал полтавського цеху художників: Виставка-спомин про майстра [В.Трохимця-Мілютіна]ˮ (альм. "Рідний крайˮ, 2019, № 1, с. 148—152)[4]
- "ГЕНІЙ: Мої зустрічі і прощання з Іваном Драчемˮ (альм. "Рідний крайˮ, 2019, № 1, с. 211—212)

- "Андрій Кикоть повертаєтьсяˮ ("Зоря Полтавщиниˮ, 2019, № 98, 24 груд., с. 4)[5] та ін.

## Творчість
- Упорядник книги "Іван Стешенко: Твори. Переклади. Вибране листуванняˮ (Полтава, 2013, післямова Г. А. Александрової)
- Автор каталогу-монографії "Іван Новобранець. Заслужений художник Україниˮ (Полтава, 2014)
- Автор книги "Планетарний голос Андрія Кикотяˮ (Біла Церква, 2017; Полтава, 2018).[6]
- Автор книги «Історія села Чернечий Яр 50-х років ХХ століття» (Біла церква 2021).